# Fredrik Kempe
Fredrik Kempe (ur. 29 kwietnia 1972 w Vårgårdze) – szwedzki śpiewak operowy, piosenkarz i kompozytor muzyki pop.

## Dyskografia

### Albumy studyjne
- Songs for Your Broken Heart (2002)
- Bohème (2004)

## Utwory pisane na Konkurs Piosenki Eurowizji

### Napisane doMelodifestivalen
| Rok  | Tytuł                   | Wykonawca                     | (t)ekst / (m)uzyka                                                                                 | Pozycja      |
| ---- | ----------------------- | ----------------------------- | -------------------------------------------------------------------------------------------------- | ------------ |
| 2004 | Finally                 | Fredrik Kempe                 | Fredrik Kempe (t/m)                                                                                | 8. miejsce   |
| 2005 | Du och jag mot världen  | Fredrik Kempe i Sanna Nielsen | Bobby Ljunggren (m), Fredrik Kempe (t/m), Henrik Wikström (m)                                      | 8. miejsce   |
| 2007 | Cara Mia                | Måns Zelmerlöw                | Fredrik Kempe (t/m), Henrik Wikström (m)                                                           | 3. miejsce   |
| 2007 | Rainbow Star            | Regina Lund                   | Fredrik Kempe (t/m), Bobby Ljunggren (m), Regina Lund (t)                                          | 8. miejsce   |
| 2007 | Vågar du, vågar jag     | Sanna Nielsen                 | Bobby Ljunggren (m), Fredrik Kempe (t/m), Henrik Wikström (m)                                      | 7. miejsce   |
| 2008 | Pame (Πάμε)             | Daniel Mitsogiannis           | Fredrik Kempe (t/m), Henrik Wikström (m)                                                           | 7. miejsce   |
| 2008 | Hero                    | Charlotte Perrelli            | Fredrik Kempe (t/m), Bobby Ljunggren (m)                                                           | Zwycięzca    |
| 2009 | Hope & Glory            | Måns Zelmerlöw                | Fredrik Kempe (m), Måns Zelmerlöw (t), Henrik Wikström (m)                                         | 4. miejsce   |
| 2009 | You're Not Alone        | BWO                           | Fredrik Kempe (t/m), Alexander Bard (t/m), Anders Hansson (t/m)                                    | Druga Szansa |
| 2009 | Moving On               | Sarah Dawn Finer              | Sarah Dawn Finer (t/m), Fredrik Kempe (t/m)                                                        | 6. miejsce   |
| 2009 | La voix                 | Malena Ernman                 | Malena Ernman (t), Fredrik Kempe (t/m)                                                             | Zwycięzca    |
| 2010 | Manboy                  | Eric Saade                    | Fredrik Kempe (t/m), Peter Boström (m)                                                             | 3. miejsce   |
| 2010 | Hollow                  | Peter Jöback                  | Anders Hansson (m), Fredrik Kempe (t/m)                                                            | 9. miejsce   |
| 2011 | Alive                   | Linda Pritchard               | Oscar Görres (t/m), Fredrik Kempe (t/m)                                                            | Druga Szansa |
| 2011 | Popular                 | Eric Saade                    | Fredrik Kempe (t/m)                                                                                | Zwycięzca    |
| 2011 | The King                | The Playtones                 | Peter Kvint (t/m), Fredrik Kempe (t/m)                                                             | 6. miejsce   |
| 2011 | Tid att andas           | Simon Forsberg                | Fredrik Kempe (t/m)                                                                                | 8. miejsce   |
| 2012 | The Girl                | Charlotte Perrelli            | Alexander Jonsson (t/m), Fredrik Kempe (t/m)                                                       | 5. miejsce   |
| 2012 | Youngblood              | Youngblood                    | Fredrik Kempe (t/m), David Kreuger (t/m)                                                           | Druga Szansa |
| 2013 | "Burning Flags"         | Cookies 'N' Beans             | Fredrik Kempe (t/m)                                                                                | Druga Szansa |
| 2013 | "Begging"               | Anton Ewald                   | Fredrik Kempe (t/m), Anton Malmberg Hård af Segerstad (t/m)                                        | 4. miejsce   |
| 2013 | "Heartstrings"          | Janet Leon                    | Fredrik Kempe (t/m), Anton Malmberg Hård af Segerstad (t/m)                                        | 5. miejsce   |
| 2014 | "Bröder"                | Linus Svenning                | Fredrik Kempe (t/m)                                                                                | 5. miejsce   |
| 2014 | "Undo"                  | Sanna Nielsen                 | Fredrik Kempe (t/m), David Kreuger (t/m), Hamed Pirouzpanah (t/m)                                  | Zwycięzca    |
| 2014 | "Yes We Can"            | Oscar Zia                     | Fredrik Kempe (t/m), David Kreuger (t/m), Hamed Pirouzpanah (t/m)                                  | 8. miejsce   |
| 2014 | "Blame It On The Disco" | Alcazar                       | Fredrik Kempe (t/m), David Kreuger (t/m), Hamed Pirouzpanah (t/m)                                  | 3. miejsce   |
| 2015 | "Sting"                 | Eric Saade                    | Sam Arash Fahmi (t/m), Fredrik Kempe (t/m), David Kreuger (t/m), Hamed "K-one" Pirouzpanah (t/m)   | 5. miejsce   |
| 2015 | "Forever Starts Today"  | Linus Svenning                | Aleena Gibson (t/m), Anton Malmberg Hård af Segerstad (t/m), Fredrik Kempe (t/m)                   | 6. miejsce   |
| 2015 | "I See You"             | Kristin Amparo                | Kristin Amparo (t/m), Fredrik Kempe (t/m), David Kreuger (t/m)                                     | Druga Szansa |
| 2016 | "Bada nakna"            | Samir & Viktor                | David Kreuger (t/m), Anderz Wrethov (t/m), Fredrik Kempe (t/m)                                     | 12. miejsce  |
| 2018 | "Party Voice"           | Jessica Andersson             | Fredrik Kempe (t/m), David Kreuger (t/m), Niklas Carson Mattsson (t/m), Jessica Andersson (t/m)    | 11. miejsce  |
| 2018 | "Fuldans"               | Rolandz                       | Fredrik Kempe (t/m), David Kreuger (t/m), Robert Gustafsson (t/m), Regina Hedman (t/m)             | 10. miejsce  |
| 2019 | "Norrsken (Goeksegh)"   | Jon Henrik Fjällgren          | Fredrik Kempe (t/m), David Kreuger (t/m), Niklas Carson Mattsson (t/m), Jon Henrik Fjällgren (t/m) | 4. miejsce   |

Legenda:
     Utwory, które zdobyły pierwsze miejsce
     Utwory, które zdobyły drugie miejsce
     Utwory, które zdobyły trzecie miejsce
     Utwory, które dotarły do finału
     Utwory, które dotarły do drugiej szansy
     Utwory, które odpadły w półfinale

### Inne utwory
W 2010 napisał utwór „My Heart Is Yours” dla Didrika Solli-Tangena, z którym piosenkarz startował w norweskich eliminacjach eurowizyjnych (Melodi Grand Prix) i reprezentował kraj w 55. Konkursie Piosenki Eurowizji.
W 2017 napisał utwór „Voiceless” dla Isabell Otrębus-Larsson, z którym wokalistka startowała w polskich selekcjach do 62. Konkursu Piosenki Eurowizji.